# Aetanthus coriaceus
Aetanthus coriaceus är en tvåhjärtbladig växtart som beskrevs av Patschovsky. Aetanthus coriaceus ingår i släktet Aetanthus och familjen Loranthaceae. Inga underarter finns listade i Catalogue of Life.